# ورسستر

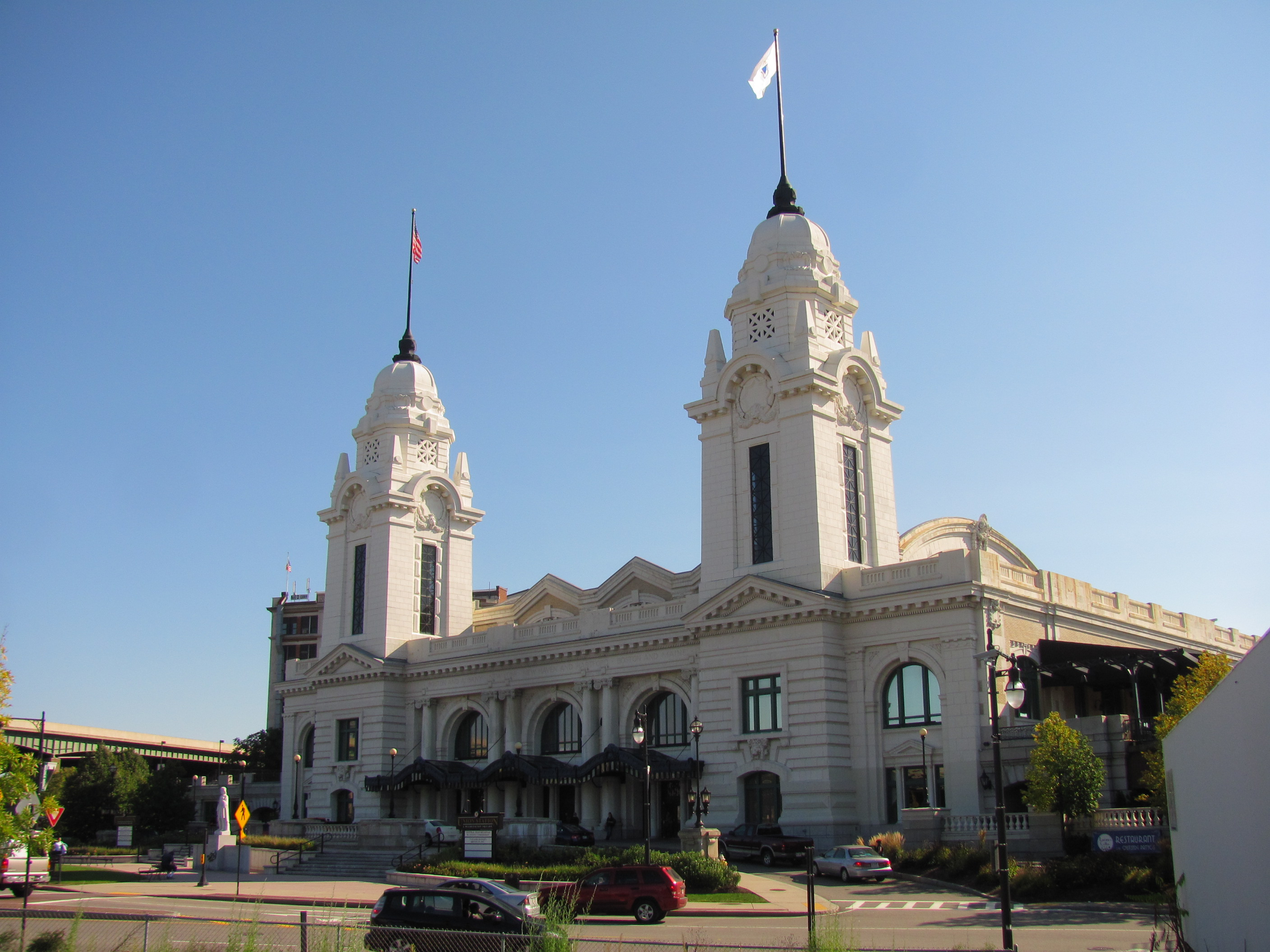

ورسستر (بالإنجليزية: Worcester) هي مدينة في ولاية ماساتشوسيتس في الولايات المتحدة الأمريكية.
ولد فيها عالم الصواريخ والطيران روبرت جوددارد والشاعرة الأمريكية إليزابيث بيشوب.

## التركيبة السكانية
حدّد مكتب تعداد الولايات المتحدة بيانات التركيبة السكانية لورسستر في تعداد الولايات المتحدة. في ما يلي، التركيبة السكانية حسب تعدادي 2000 و2010.

### تعداد عام 2000
بلغ عدد سكان ورسستر 172,648 نسمة بحسب تعداد عام 2000، وبلغ عدد الأسر 67,028 أسرة وعدد العائلات 39,228 عائلة مقيمة في المدينة. في حين سجلت الكثافة السكانية 1,733.9 نسمة لكل كيلومتر مربع (4,490.8/ميل2). وبلغ عدد الوحدات السكنية 70,723 وحدة بمتوسط كثافة قدره 710.3 لكل كيلومتر مربع (1,839.7/ميل2).
وتوزع التركيب العرقي للمدينة بنسبة 77.11% من البيض و6.89% من الأمريكيين الأفارقة و0.45% من الأمريكيين الأصليين و4.87% من الأمريكيين ذوي الأصول الآسيوية و0.06% من سكان جزر المحيط الهادئ و7.24% من الأعراق الأخرى و3.39% من عرقين مختلطين أو أكثر و15.15% من الهسبانيون أو اللاتينيون من أي عرق.
بلغ عدد الأسر 67,028 أسرة كانت نسبة 31.6% منها لديها أطفال تحت سن الثامنة عشر تعيش معهم، وبلغت نسبة الأزواج القاطنين مع بعضهم البعض 38.3% من أصل المجموع الكلي للأسر، ونسبة 15.6% من الأسر كان لديها معيلات من الإناث دون وجود شريك، بينما كانت نسبة 4.6% من الأسر لديها معيلون من الذكور دون وجود شريكة وكانت نسبة 41.5% من غير العائلات. تألفت نسبة 33% من أصل جميع الأسر من عدة أفراد يعيشون في نفس المنزل ونسبة 12.2% كانت تتألف من شخص يعيش بمفرده يبلغ من العمر 65 عاماً أو أكثر. وبلغ متوسط حجم الأسرة المعيشية 2.41، أما متوسط حجم العائلات فبلغ 3.11.
بلغ العمر الوسطي للسكان 33.4 عاماً. وكانت نسبة 23.4% من القاطنين تحت سن الثامنة عشر، وكانت نسبة 9.3% بين الثامنة عشر والرابعة والعشرين عاماً، ونسبة 30% كانت واقعةً في الفئة العمرية ما بين الخامسة والعشرين والرابعة والأربعين عاماً، ونسبة 18.2% كانت ما بين الخامسة والأربعين والرابعة والستين، ونسبة 12.7% كانت ضمن فئة الخامسة والستين عاماً فما فوق. يوجد لكل 100 أنثى 93.2 ذكر، ويوجد لكل 100 أنثى في الثامنة عشر من عمرها فما فوق 89.5 ذكر.
بلغ متوسط دخل الأسرة في المدينة 35,623 دولارًا، أما متوسط دخل العائلة فبلغ 42,988 دولارًا. وكان متوسط دخل الذكور 36,190 دولارًا مقابل 28,522 دولارًا للإناث. وسجل دخل الفرد الخاص بالمدينة 18,614 دولارًا. وكانت نسبة 14.1% من العائلات ونسبة 17.9% من السكان تحت خط الفقر، وكان من هؤلاء نسبة 25.1% تحت سن الثامنة عشر ونسبة 11.6% في الخامسة والستين من العمر وما فوق.

### تعداد عام 2010
بلغ عدد سكان ورسستر 181,045 نسمة بحسب تعداد عام 2010، وبلغ عدد الأسر 68,613 أسرة وعدد العائلات 39,987 عائلة مقيمة في المدينة. في حين سجلت الكثافة السكانية 1,818.3 نسمة لكل كيلومتر مربع (4,709.4/ميل2). وبلغ عدد الوحدات السكنية 74,645 وحدة بمتوسط كثافة قدره 749.7 لكل كيلومتر مربع (1,941.7/ميل2).
وتوزع التركيب العرقي للمدينة بنسبة 69.43% من البيض و11.63% من الأمريكيين الأفارقة و0.42% من الأمريكيين الأصليين و6.09% من الأمريكيين ذوي الأصول الآسيوية و0.05% من سكان جزر المحيط الهادئ و8.39% من الأعراق الأخرى و3.98% من عرقين مختلطين أو أكثر و20.89% من الهسبانيون أو اللاتينيون من أي عرق.
بلغ عدد الأسر 68,613 أسرة كانت نسبة 31.3% منها لديها أطفال تحت سن الثامنة عشر تعيش معهم، وبلغت نسبة الأزواج القاطنين مع بعضهم البعض 35.1% من أصل المجموع الكلي للأسر، ونسبة 17.6% من الأسر كان لديها معيلات من الإناث دون وجود شريك، بينما كانت نسبة 5.6% من الأسر لديها معيلون من الذكور دون وجود شريكة وكانت نسبة 41.7% من غير العائلات. تألفت نسبة 31.8% من أصل جميع الأسر من عدة أفراد يعيشون في نفس المنزل ونسبة 10.6% كانت تتألف من شخص يعيش بمفرده يبلغ من العمر 65 عاماً أو أكثر. وبلغ متوسط حجم الأسرة المعيشية 2.46، أما متوسط حجم العائلات فبلغ 3.14.
بلغ العمر الوسطي للسكان 33.4 عاماً. وكانت نسبة 22.1% من القاطنين تحت سن الثامنة عشر، وكانت نسبة 15.3% بين الثامنة عشر والرابعة والعشرين عاماً، ونسبة 27.7% كانت واقعةً في الفئة العمرية ما بين الخامسة والعشرين والرابعة والأربعين عاماً، ونسبة 23.3% كانت ما بين الخامسة والأربعين والرابعة والستين، ونسبة 11.7% كانت ضمن فئة الخامسة والستين عاماً فما فوق. وتوزع التركيب الجنسي للسكان بنسبة 48.7% ذكور و51.3% إناث.

## المناخ
يظهر الجدول التالي التغييرات المناخية على مدار السنة لورسستر:
| البيانات المناخية لـورسستر          | البيانات المناخية لـورسستر | البيانات المناخية لـورسستر | البيانات المناخية لـورسستر | البيانات المناخية لـورسستر | البيانات المناخية لـورسستر | البيانات المناخية لـورسستر | البيانات المناخية لـورسستر | البيانات المناخية لـورسستر | البيانات المناخية لـورسستر | البيانات المناخية لـورسستر | البيانات المناخية لـورسستر | البيانات المناخية لـورسستر | البيانات المناخية لـورسستر |
| الشهر                               | يناير                      | فبراير                     | مارس                       | أبريل                      | مايو                       | يونيو                      | يوليو                      | أغسطس                      | سبتمبر                     | أكتوبر                     | نوفمبر                     | ديسمبر                     | المعدل السنوي              |
| ----------------------------------- | -------------------------- | -------------------------- | -------------------------- | -------------------------- | -------------------------- | -------------------------- | -------------------------- | -------------------------- | -------------------------- | -------------------------- | -------------------------- | -------------------------- | -------------------------- |
| الدرجة القصوى °ف (°م)               | 67 (19)                    | 71 (22)                    | 84 (29)                    | 91 (33)                    | 94 (34)                    | 98 (37)                    | 102 (39)                   | 99 (37)                    | 99 (37)                    | 91 (33)                    | 79 (26)                    | 72 (22)                    | 102 (39)                   |
| الحد الأقصى المتوسط °ف (°م)         | 52.9 (11.6)                | 53.8 (12.1)                | 66.3 (19.1)                | 78.2 (25.7)                | 84.1 (28.9)                | 87.5 (30.8)                | 89.5 (31.9)                | 88.1 (31.2)                | 83.7 (28.7)                | 74.7 (23.7)                | 66.7 (19.3)                | 56.7 (13.7)                | 91.2 (32.9)                |
| متوسط درجة الحرارة الكبرى °ف (°م)   | 31.3 (−0.4)                | 34.6 (1.4)                 | 42.9 (6.1)                 | 55.1 (12.8)                | 65.9 (18.8)                | 74.1 (23.4)                | 78.9 (26.1)                | 77.3 (25.2)                | 69.6 (20.9)                | 58.3 (14.6)                | 47.6 (8.7)                 | 36.3 (2.4)                 | 56.0 (13.3)                |
| متوسط درجة الحرارة الصغرى °ف (°م)   | 16.8 (−8.4)                | 19.4 (−7.0)                | 26.5 (−3.1)                | 37.0 (2.8)                 | 46.8 (8.2)                 | 56.0 (13.3)                | 61.5 (16.4)                | 60.4 (15.8)                | 52.9 (11.6)                | 41.7 (5.4)                 | 33.0 (0.6)                 | 22.6 (−5.2)                | 39.6 (4.2)                 |
| الحد الأدنى المتوسط °ف (°م)         | −2.3 (−19.1)               | 1.5 (−16.9)                | 8.1 (−13.3)                | 24.4 (−4.2)                | 35.6 (2.0)                 | 44.1 (6.7)                 | 52.3 (11.3)                | 49.7 (9.8)                 | 39.2 (4.0)                 | 28.6 (−1.9)                | 17.6 (−8.0)                | 4.3 (−15.4)                | −4.6 (−20.3)               |
| أدنى درجة حرارة °ف (°م)             | −19 (−28)                  | −24 (−31)                  | −6 (−21)                   | 9 (−13)                    | 27 (−3)                    | 33 (1)                     | 41 (5)                     | 38 (3)                     | 27 (−3)                    | 19 (−7)                    | 3 (−16)                    | −17 (−27)                  | −24 (−31)                  |
| الهطول إنش (مم)                     | 3.49 (89)                  | 3.23 (82)                  | 4.21 (107)                 | 4.11 (104)                 | 4.19 (106)                 | 4.19 (106)                 | 4.23 (107)                 | 3.71 (94)                  | 3.93 (100)                 | 4.68 (119)                 | 4.28 (109)                 | 3.82 (97)                  | 48.07 (1٬220)              |
| متوسط تساقط الثلوج إنش (سم)         | 17.1 (43)                  | 15.6 (40)                  | 11.4 (29)                  | 2.8 (7.1)                  | trace                      | 0 (0)                      | 0 (0)                      | 0 (0)                      | 0 (0)                      | 0.2 (0.51)                 | 2.6 (6.6)                  | 14.4 (37)                  | 64.1 (163)                 |
| متوسط أيام هطول الأمطار (≥ 0.01 in) | 12.5                       | 10.5                       | 12.9                       | 12.4                       | 13.6                       | 12.3                       | 10.9                       | 10.1                       | 9.9                        | 10.5                       | 11.6                       | 12.2                       | 139.4                      |
| متوسط الأيام المثلجة (≥ 0.1 in)     | 8.5                        | 7.0                        | 6.0                        | 1.6                        | 0                          | 0                          | 0                          | 0                          | 0                          | 0.2                        | 1.4                        | 7.0                        | 31.7                       |
| المصدر: NOAA                        |                            |                            |                            |                            |                            |                            |                            |                            |                            |                            |                            |                            |                            |

## معرض صور

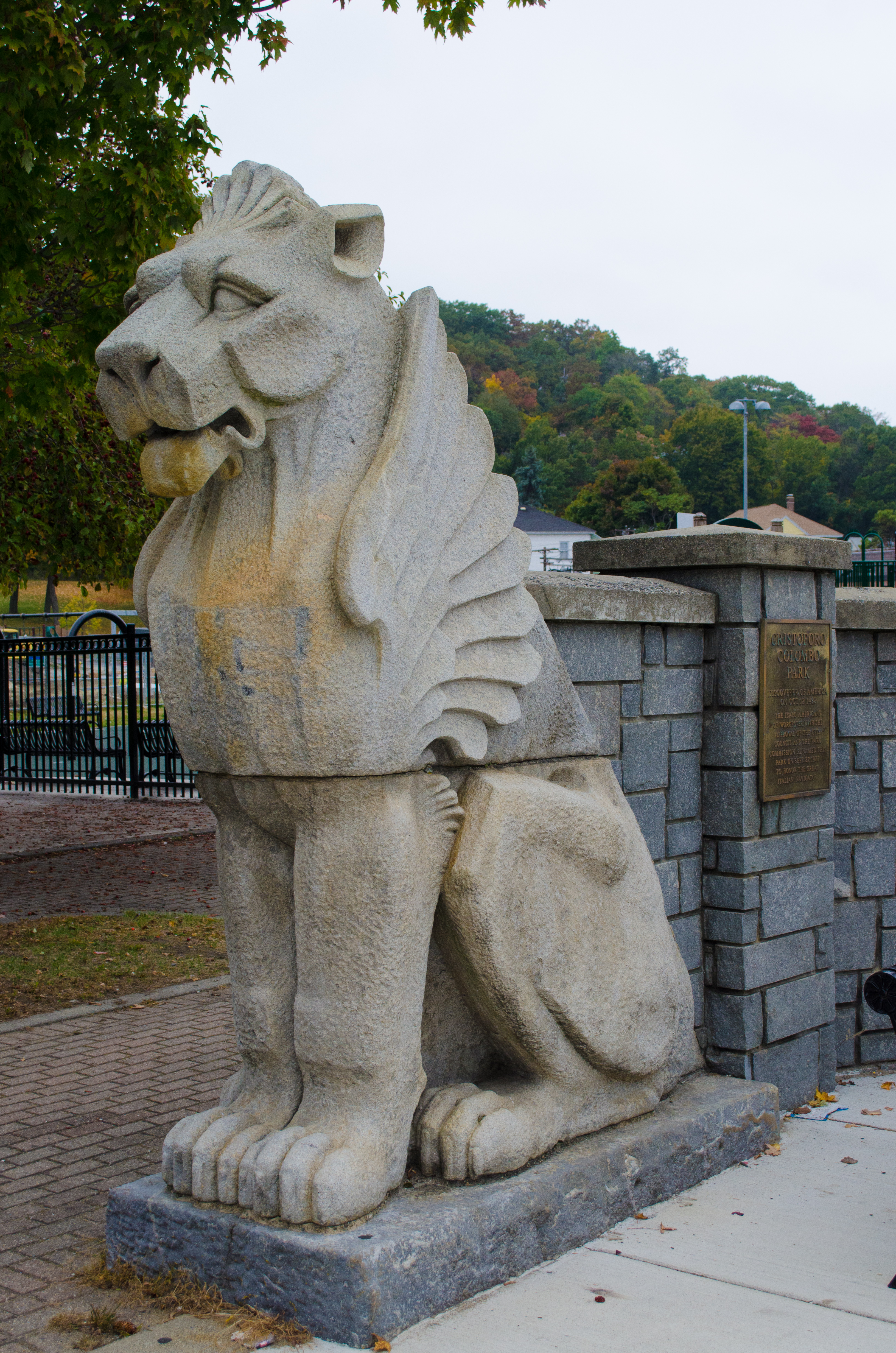
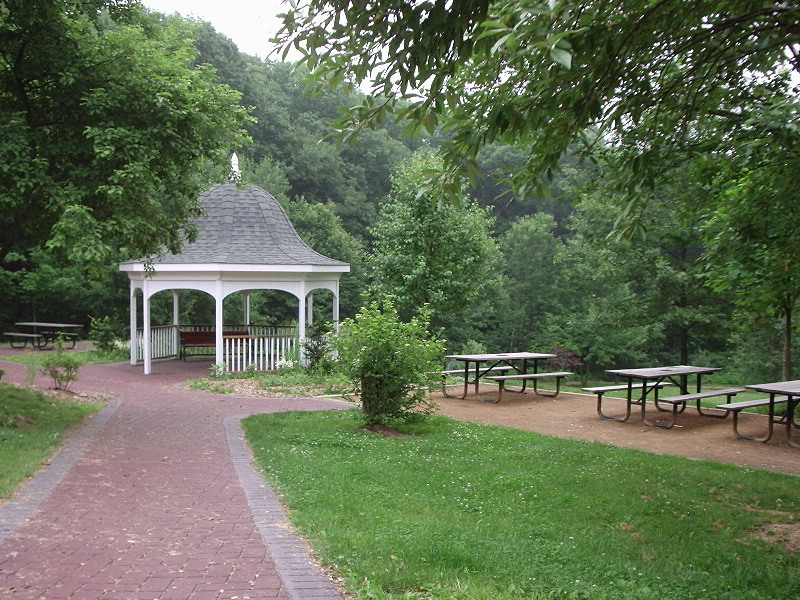
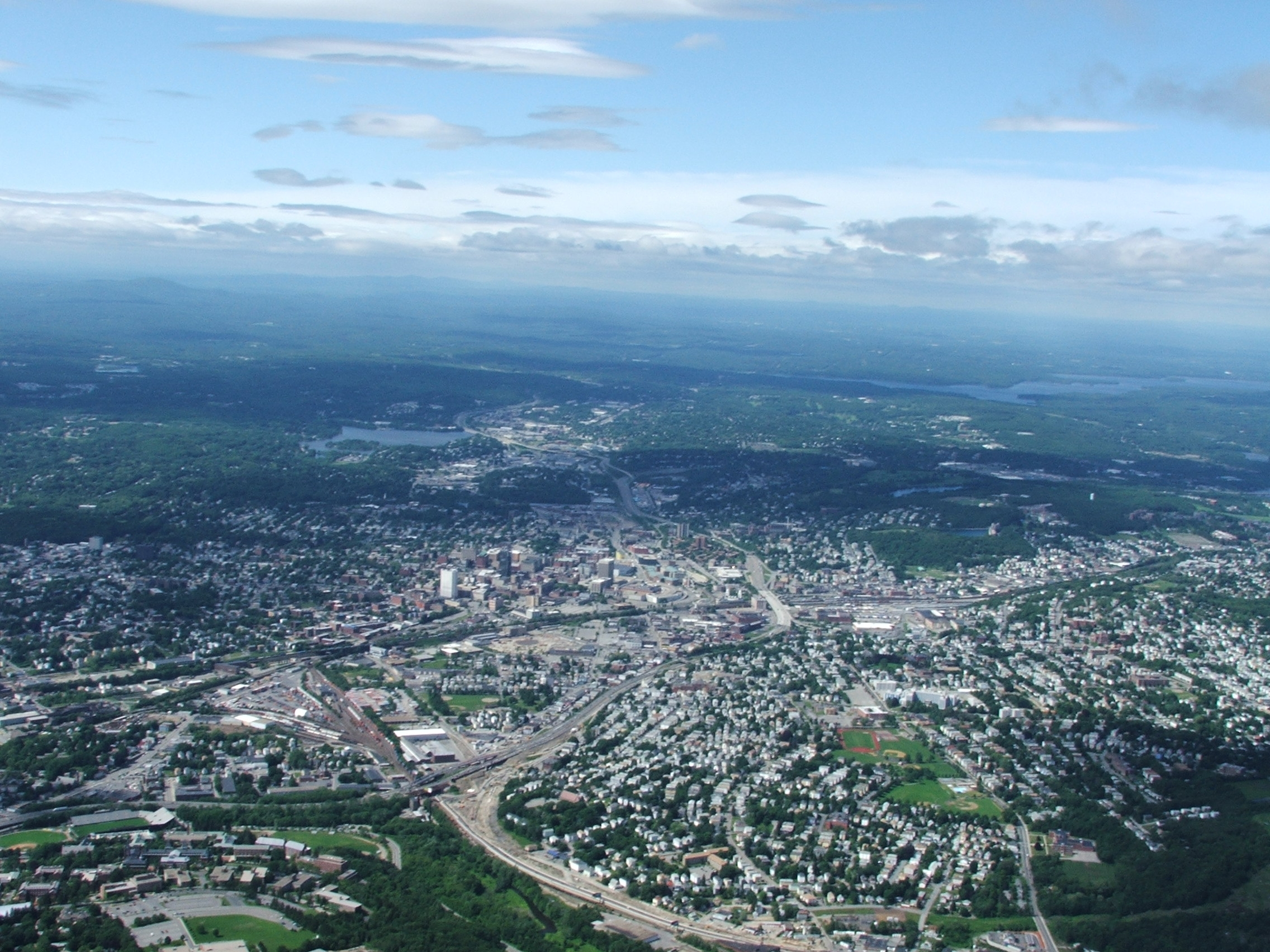
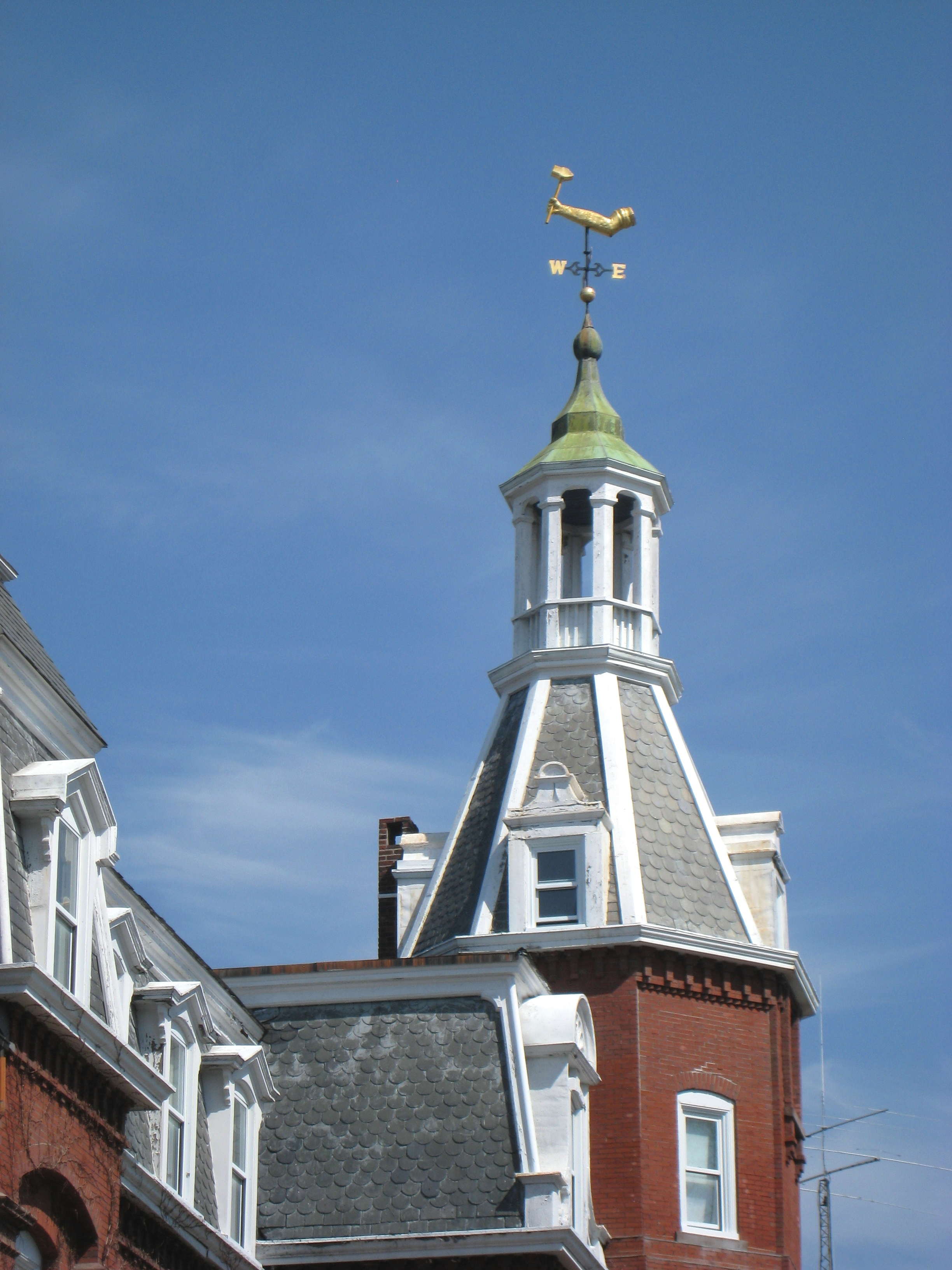
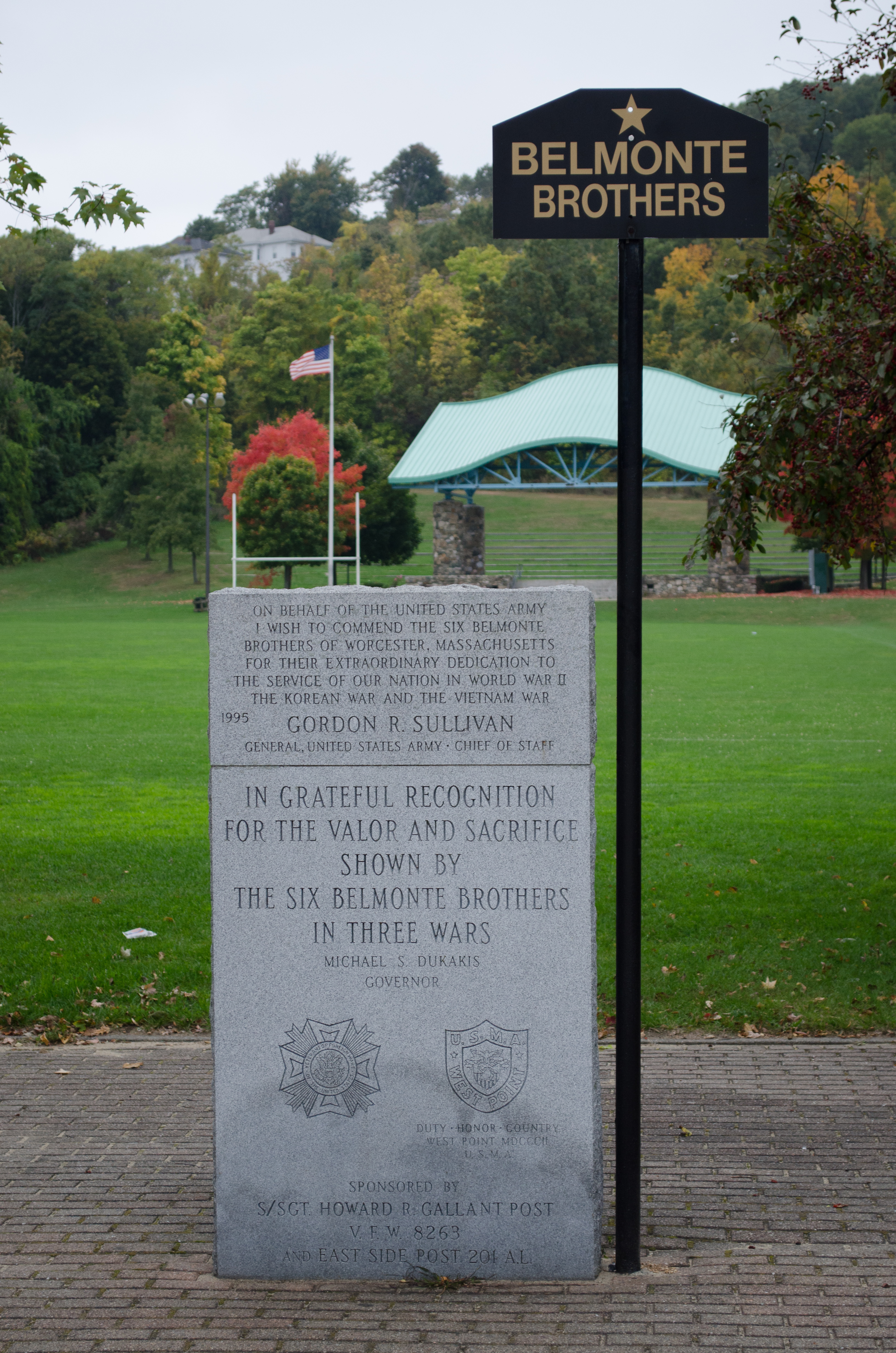

## توأمة
لورسستر اتفاقيات توأمة مع كل من:
- بيرايوس
- ورسستر
- العفولة

## أعلام
- جون آدامز
- آرثر إل. نيوتن
- روبرت غودارد
- إليزابيث بيشوب
- جورج بي. بومر
- أرنست هنري ويلسون
- تشارلز دينجل
- غرانفيل ستانلي هال
- إتش جون بنيامين
- ليفي لينكون
- رونالد دوركين